# Steve Baker
Steve Baker (Bellingham, 5 settembre 1952) è un pilota motociclistico statunitense ritiratosi dall'attività agonistica.

## Carriera
Nato nello stato di Washington, Baker iniziò a correre in moto a undici anni nel dirt track, ottenendo la sua prima vittoria a quindici anni.
Diciottenne, Baker lasciò le gare sulla terra battuta per quelle su asfalto. Trasferitosi in Canada, vinse per tre anni consecutivi (1970-1972) il locale campionato dedicato agli esordienti, cosa che gli assicurò l'ingaggio da parte dell'importatore canadese Yamaha, Trevor Deely.
Sotto i colori della Yamaha Motor Canada, in sella ad una TZ 250, Baker iniziò a farsi notare anche negli USA: nel 1973 a Talladega lottò per tutta la gara con l'ex campione del mondo Kel Carruthers, finendogli alle spalle.
Terminata malamente la stagione 1974 a causa di un infortunio a Talladega, Baker si ripresentò nel 1975 per la 200 Miglia di Daytona. Sul triovale della Florida lo statunitense fu protagonista di una buona gara, terminata al secondo posto dietro a Gene Romero (pilota ufficiale Yamaha USA) e davanti all'astro nascente Johnny Cecotto. Il '75 vide Baker concentrarsi quasi esclusivamente sulle gare statunitensi, unica eccezione la 200 Miglia di Imola terminata al terzo posto.
La stagione 1976 vide Baker in sella alle Yamaha 250 e 750 ufficiali della Yamaha-Canada: con la OW 31 vinse la 200 Miglia di Imola e il Transatlantic Trophy in Inghilterra, mentre con la 250 sfiorò la vittoria del titolo AMA, sfumato a causa di un infortunio a Riverside.
Nonostante il titolo AMA mancato, la Yamaha continuò a credere nello statunitense, facendolo correre in 500 e in 750 per la stagione '77. Nella mezzo litro Baker, al suo esordio nel Motomondiale, fu clamorosamente secondo, nonostante la sua scarsa conoscenza delle piste del Mondiale, grazie al suo stile di guida pulito che gli permise di ottenere diversi piazzamenti a podio. In 750 le cose andarono ancora meglio: con 4 GP d'anticipo fece suo il neonato Campionato del Mondo della 750, primo pilota statunitense a potersi fregiare del titolo di Campione del Mondo.
La vittoria del titolo della 750 non fu sufficiente a Baker per essere confermato dalla Yamaha anche per il 1978. Grazie alla sua amicizia con Barry Sheene lo statunitense ottenne un ingaggio dal Team Nava-Olio Fiat di Roberto Gallina, correndo in 500 con una Suzuki RG e in 750 con una Yamaha TZ. La stagione fu meno brillante della precedente: in 500 fu 7º, mentre problemi di affidabilità impedirono di ripetere il brillante risultato dell'anno precedente.
Per le ultime due gare del Mondiale della 750 (Laguna Seca e Mosport), a cui il team di Gallina non partecipava, Baker ricontattò Deely, il quale gli fornì una moto. Nella prima gara lo statunitense ottenne nelle due manche due podi (3º e 2º), ma a Mosport subì un grave incidente durante le prove, scivolando su una macchia d'olio rimasta in pista, che gli provocò la frattura di un braccio e una gamba. La moto di Baker, senza più controllo, falciò Didier de Radiguès e Avrum Gudelski, con quest'ultimo che perse la vita.
Baker subì una lunga convalescenza, al termine della quale decise di smettere con le competizioni. Aprì quindi una concessionaria di moto nella natia Bellingham gestendola per 22 anni. Ceduta la concessionaria, dal 2007 è una presenza frequente nelle manifestazioni dedicate alle moto d'epoca, pilotando le Yamaha del Yamaha Classic Racing Team. Nel 1999 è stato inserito nella Motorcycle Hall of Fame

## Risultati nel motomondiale
| 1977 | Classe | Moto   |   |    |   |   |    |   |    |   |   |   |    |     |   | Punti | Pos. |
| ---- | ------ | ------ | - | -- | - | - | -- | - | -- | - | - | - | -- | --- | - | ----- | ---- |
| 1977 | 500    | Yamaha | 2 | NP | 3 | 4 | NE | 3 | NE | 5 | 2 | 3 | 12 | Rit | 2 | 80    | 2º   |

| 1978 | Classe | Moto   |   |   |     |   |   |   |     |   |   |     |   |    |    | Punti | Pos. |
| ---- | ------ | ------ | - | - | --- | - | - | - | --- | - | - | --- | - | -- | -- | ----- | ---- |
| 1978 | 500    | Suzuki | 3 | 6 | Rit | - | 4 | 9 | Rit | 4 | 6 | Rit | 7 | NE | NE | 42    | 7º   |

| Legenda | 1º posto        | 2º posto            | 3º posto            | A punti      | Senza punti        | Grassetto – Pole position Corsivo – Giro più veloce |
| Legenda | Gara non valida | Non qual./Non part. | Ritirato/Non class. | Squalificato | '-' Dato non disp. | Grassetto – Pole position Corsivo – Giro più veloce |